# Linville
Linville es un pueblo ubicado en el condado de Avery en el estado estadounidense de Carolina del Norte.

## Geografía
Linville se encuentra ubicado en las coordenadas 36°03′59″N 81°52′13″O / 36.06639, -81.87028.